# Centenionalis

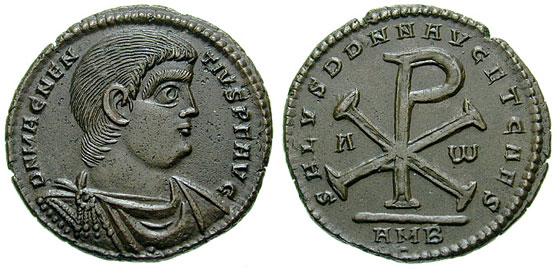
Podwójny centenionalis Magnencjusza

Centenionalis – brązowa i srebrzona moneta rzymska o wartości {\displaystyle {\tfrac {1}{100}}} silikwy.